# NGC 3210
NGC 3210 — двойная звезда в созвездии Дракона. Открыта Уильямом Гершелем в 1802 году.
Этот объект входит в число перечисленных в оригинальной редакции «Нового общего каталога».

## Характеристики
Звезда является лишь оптически двойной звездой и не составляет физически связанную пару: согласно измерениям Gaia (DR3), тригонометрический параллакс более яркой из компонент (восточной) равен 2,1353 тысячных угловой секунды, у второй параллакс равен 1,179 тысячных угловой секунды, то есть расстояние до них равно соответственно 470 и 850 пк. Угловое расстояние между звёздами составляет 24′′. Блеск звёзд в видимом диапазоне G равен 13,8m и 14,7m, соответственно; лучевые скорости (−14,6 ± 2,1) км/с и (−15 ± 5) км/с. У первой звезды эффективная температура составляет 5314 К, металличность [Fe/H] = 0,15, масса 0,89 M⊙, радиус 0,84 R⊙, светимость 0,51 L⊙, возраст 5,1 млрд лет. Эти же параметры второй звезды соответственно 5002 К, [Fe/H] = 0,0, 0,81 M⊙, 0,78 R⊙, 0,34 L⊙, 7,6 млрд лет. Координаты первой звезды 10ч 27м 59,3с +79° 49′ 57,8″, второй звезды 10ч 27м 50,4с +79° 49′ 54,9″ (эпоха J2000.0).

## История
Эта пара звезд и две галактики NGC 3212 и NGC 3215 видны одновременно в поле зрения при визуальных наблюдениях в телескоп. Уильям Гершель впервые наблюдал этот триплет 26 сентября 1802 года, счёл все три объекта туманностями и описал их следующим образом: «Три, место — такое же, как у последнего. Два последних, очень тусклых, очень маленьких, предшествует одна звездообразная; все в линию, удалены примерно на 1,0′ друг от друга, предшествующая — самая северная, примерно на 2,0′ [севернее], чем последняя». Эта запись отсутствует в оригинальной публикации каталога туманностей У. Гершеля в «Philosophical Transactions», но была добавлена Джоном Гершелем в его «Наблюдения на мысе Доброй Надежды» в 1847 и впоследствии включена в «Научные статьи сэра Уильяма Гершеля» (собрание научных сочинений У. Гершеля, опубликованное Дж. Дрейером) как часть финального каталога 500 открытий Гершеля.

## Любительские наблюдения
Визуально при наблюдении в любительский телескоп этот объект чётко виден как пара звезд, выстроенных с востока на запад, на расстоянии около 0,5′ друг от друга, при этом западная звезда немного тусклее. Как сказано выше, эта пара звёзд и две галактики образуют триплет, целиком попадающий в поле зрения любительского телескопа.